# Метро-2 (игра)
Метро-2 — компьютерная игра в жанре шутера от первого лица. Оригинальная идея создания принадлежит G5 Software, но после игра была передана на разработку Orion Games. Игра была издана компанией «Бука» в 2005 году. В скором времени у игры появилось продолжение — Метро-2: Смерть вождя. Его также издала компания «Бука».

## Сюжет

### Предыстория и завязка
Москва, 1952 год. Группа высокопоставленных чиновников во главе с Берией решает, что Сталин слишком слаб для управления страной, и принимает решение ликвидировать Отца Народов, но страх перед Сталиным слишком силён, и заговорщики решают применить атомную бомбу. Для исполнения заговора решено использовать Д-6.

### Развитие сюжета
Глеб Суворов, главный герой игры, претендует на звание в структуре МГБ. Во время службы на секретном объекте с ним связывается его отец Святослав Суворов по телефону и сообщает, что охрана ЛИПАНa (место его работы) начала расстреливать людей. Толком ничего не услышав в трубке, Глеб решает продвигаться к ЛИПАНу. Для этого он следует в здание строящегося МГУ, в подвале которого находится секретная станция.
Но, запустив поезд, он узнает, что путь перекрыт (сообщение передается по радио). Далее он, следуя через коллектор, выходит к следующей станции. После конечной станции служебного метро он следует по обычному (Замоскворецкая линия).
Впоследствии по подвалам он продвигается к ЛИПАНу. В кабинете отца записка. Глебу удается разобрать слова — «Зуеву…». Зуев — лучший друг Святослава, работающий в госбезопасности, и Глеб решает позвонить ему. Услышав голос Глеба, удивленный Зуев говорит, что отец Суворова сейчас на Лубянке. Он также рекомендует Глебу оставаться на месте и ждать подкрепление. Положив трубку, Глеб ещё раз перечитывает записку и понимает, что там написано — «Зуеву не звони», становится ясно, что Зуев — заговорщик и предатель.
Глеб берет ключ у вахтёра и уходит подвалами. На Лубянке работает его подруга Лена, и она открывает решётку. Отец жив и сообщает, что у заговорщиков есть атомная бомба, а Зуев — предатель. После захвата блока контроля бомбы (отец также сказал, что он в этом здании), дальнейшие планы героя — добраться до Кремля и предупредить Сталина. Для этого он использует ветку секретного метро.
На следующей станции он встречается с майором ГРУ Натальей Михалевой. Она говорит, что её группа была убита, после чего следует два уровня, где можно видеть события «её глазами», примерно за несколько часов до встречи. Якобы, её тоже связывает желание раскрыть заговор с бомбой.
После этого герои продвигаются по метро дальше. Туннель на следующей станции закрыт, и Глеб решает сам открыть проход. После того, как он добирается до пульта и активирует его, героя оглушают, а Наталья тем временем едет дальше.
Далее Глебу предстоит добраться до бункера Сталина и помешать заговорщикам.

## Музыка
В игру также вошли известные советские песни, которые звучат из патефонов и радиоприёмников — в основном, классика советской эстрады.
1. А. Соколов, Е. Кибкало, хор ВРК — Москва майская (3:32)
2. Ансамбль им. А. В. Александрова — Прощание славянки (2:31)
3. Владимир Бунчиков — Где тайга притаилась седая (2:20)
4. Владимир Бунчиков — Зимний вальс (2:22)
5. Виктор Селиванов — Душою всех моложе мы (2:21)
6. Воронежский РНХ К. Массалитинова — Благодарственная товарищу Сталину (3:00)
7. Иван Шмелёв и Оркестр А. Цфасмана — Мне бесконечно жаль (2:34)
8. КрАПП, дир. Б. А. Александров, солист К. Герасимов — Варяг (3:21)
9. Леонид и Эдит Утёсовы — Дорогие мои москвичи (2:50)
10. Оркестр Ю. Силантьева — Здравствуй, Москва (2:13)
11. Ренат Ибрагимов — Под звёздами балканскими (1:32)
12. Юрий Богатиков — Три танкиста (3:30)

## Примечание
1. 1 2  Steam — 2003.
2. ↑  Любопытен тот факт, что в загрузочном экране написано «Тормоза не работают», а в игре герой произносит «Запускать поезд умею, останавливать — нет»
3. ↑  Зуев — лучший друг отца. Но выяснится, что он один из заговорщиков, желающих получить контроль над страной
4. ↑  Упоминается в начале игры
5. ↑  Герою это уже было понятно в ЛИПАНе
6. ↑  Хотя расположение самой бомбы пока неизвестно
7. ↑  Возможно, что у неё договоренность лишь с некоторой группой солдат, иначе нелогично было бы преследовать её в Подземельях Кремля